# Боемска рапсодија (филм)
Боемска рапсодија (енгл. Bohemian Rhapsody) амерички је биографско музичко драмски филм из 2018. године у режији Брајана Сингера о енглеској рок групи Квин. Сценарио потписује Ентони Макартен по сопственој филмској причи коју је радио заједно са Питером Морганом док су продуценти филма Грејам Кинг и Џим Бич. Филмску музику је компоновао Џон Отман. 
Насловну улогу тумачи Рами Малек као певач Фреди Меркјури, док су у осталим улогама Гвајлим Ли као Брајан Меј, Бен Харди као Роџер Тејлор, Џозеф Мацело као Џон Дикон, Луси Бојнтон, Ејдан Гилен, Том Холандер, Ален Лич и Мајк Мајерс. 
Филм прати живот Фредија Меркјурија од формирања бенда до њиховог наступа Лајв ејду 1985. године на оригиналном Вемблију. Дистрибуиран од стране 20th Century Foxа, светска премијера филма је била одржана 23. октобра 2018. у Уједињеном Краљевству, док се у САД почео приказивати 2. новембра исте године. Буџет филма је износио 52 милиона долара, а филм је зарадио 903,7 милиона долара што га чини најуспешнијим музичким биографским филмом икада.
Филм је добио две номинација за награду Златни глобус и победио у обе — за најбољи играни филм (драма) и најбољег главног глумца у играном филму (драма) (Малек).
Такође, добио је и седам номинације за награду BAFTA и победио у две укључујући награду за најбољег глумца у главној улози (Малек).
Дана 23. јануара 2019. године филм је добио пет номинација за награду Оскар укључујући номинације за најбољи филм и најбољег глумца у главној улози.
На 91. додели Оскара 2019. године филм је добио 4 Оскара — за најбољег глумца у главној улози (Малек), најбољу монтажу звука, најбоље миксање звука и најбољу монтажу.

## Радња
Боемска рапсодија је биографски филм који слави групу Квин, њихову музику и изванредног фронтмена Фредија Меркјурија, који је пркошењем стереотипима постао један од најобожаванијих забављача на планети. Кроз пресек песама и револуционарног звука, филм такође прати и метеорски брз развој и успон бенда, укључујући и експлозију тог истог метеора у време када се Фредијев животни стил отео контроли, али и тријумфални повратак концертом на Лајв ејду, када је Меркјури, гледајући у очи своју смртну болест, повео бенд у један од најзначајнијих и најфасцинантнијих наступа у историји рок музике. 
Уз стално јачање наслеђа бенда, који је увек био више као породица, група Квин у сваком тренутку, па и данас, неисцрпно надахњује бројне сањаре, аутсајдере и љубитеље музике. У улози Фредија Меркјурија нашао се Рами Малек, звезда серије Господин Робот, који невероватно подсећа на енергичног фронтмена групе Квин. Малек ће заправо певати у филму, али ће његов глас бити допуњен Фредијевим.

## Улоге
| Глумац       | Улога          |
| ------------ | -------------- |
| Рами Малек   | Фреди Меркјури |
| Гвајлим Ли   | Брајан Меј     |
| Бен Харди    | Роџер Тејлор   |
| Џозеф Мацело | Џон Дикон      |
| Луси Бојнтон | Мери Остин     |
| Ејдан Гилен  | Џон Рид        |
| Том Холандер | Џим Бич        |
| Ален Лич     | Пол Прентер    |
| Мајк Мајерс  | Реј Фостер     |